# عقد 910
عقد 910 هو عقد امتد بين 1 يناير 910 و31 ديسمبر 919 بحسب التقويم الميلادي. سبقه عقد 900 ولحقه عقد 920.

## أحداث
- معركة غاريليانو (915)
- معركة قلعة شنت إشتيبن (917)

## مواليد
- أبو الحسن العامري (913)
- أوتو الأول (912)
- الشيخ الصدوق (918)
- المعافى بن زكريا (916)
- يوسف بن هارون الرمادي (917)
- ابن جميع الصيداوي (917)
- أبو شكور البلخي (915)
- ويلا من توسكانا (912)
- ابن بطة العكبري (916)
- الحكم المستنصر بالله (915)
- هيدويغ من ساكسونيا (914)

## وفيات
- عمر بن حفصون (917)
- أبو عبد الله الشيعي (911)
- أبو عثمان الدمشقي (914)
- إسكندر (913)
- ابن خرداذبة (912)
- أبو علي الجبائي (915)
- أبو سعيد الجنابي (913)
- جعفر بن محمد الفريابي (913)
- ابن الراوندي (911)
- سرجيوس الثالث (911)
- أوليغ النبوي (912)

## كتب
- Yves Denis Papin (1998). Chronologie de l'histoire ancienne. Lieu de publication non identifié: Éditions Jean-paul Gisserot. ISBN:2-87747-346-5. OCLC:40746926. مؤرشف من الأصل في 2022-03-16.
- موسوعة حضارة العالم (2002) لأحمد محمد عوف.

## روابط خارجية
- تصفح سنة بسنة عقد 910 على موقع onthisday.com
- تصفح سنة بسنة عقد 910 ابتداءً من سنة عقد 910 على موقع المكتبة الوطنية الفرنسية